# Вотен
Воте́н (фр. Vauxtin) — коммуна во Франции, находится в регионе Пикардия. Департамент коммуны — Эна. Входит в состав кантона Фер-ан-Тарденуа. Округ коммуны — Суасон.
Код INSEE коммуны — 02773.

## Население
Население коммуны на 2010 год составляло 51 человек.
| 1962 | 1968 | 1975 | 1982 | 1990 | 1999 | 2010 |
| ---- | ---- | ---- | ---- | ---- | ---- | ---- |
| 41   | 37   | 45   | 32   | 36   | 51   | 51   |

## Экономика
В 2010 году среди 35 человек трудоспособного возраста (15—64 лет) 20 были экономически активными, 15 — неактивными (показатель активности — 57,1 %, в 1999 году было 61,8 %). Из 20 активных жителей работали 17 человек (10 мужчин и 7 женщин), безработных было 3 (3 мужчин и 0 женщин). Среди 15 неактивных 3 человека были учениками или студентами, 6 — пенсионерами, 6 были неактивными по другим причинам.